# Lygropia scybalistia
Lygropia scybalistia là một loài bướm đêm trong họ Crambidae.